# 22572 Yuanzhang
22572 Yuanzhang este un asteroid din centura principală de asteroizi.

## Descriere
22572 Yuanzhang este un asteroid din centura principală de asteroizi. A fost descoperit pe 20 aprilie 1998 la Socorro, New Mexico, în cadrul proiectului LINEAR. Asteroidul prezintă o orbită caracterizată de o semiaxă mare de 2,41 ua, o excentricitate de 0,18 și o înclinație de 1,8° în raport cu ecliptica.